# Stallions de Baltimore
Les Stallions de Baltimore, appelés à leur première saison les CFLers de Baltimore puis le Baltimore Football Club, sont une ancienne formation de la Ligue canadienne de football basée à Baltimore aux États-Unis et qui a joué en 1994 et 1995. Elle a été l'équipe de l'expansion de la LCF aux États-Unis qui a connu le plus de succès. L'équipe, dirigée par l'entraîneur-chef Don Matthews, a été la première et jusqu'ici seule formation non-canadienne à remporter la coupe Grey en 1995. 

## Fondation
En 1984, la ville de Baltimore perd son équipe de la NFL, les Colts, lorsque ceux-ci déménagent à Indianapolis. Plusieurs tentatives de ramener le football américain professionnel à Baltimore échouent, et après l'échec pour l'obtention d'une franchise de la NFL en 1993, la Ligue canadienne de football octroie une franchise à l'homme d'affaires et ancien entraîneur-adjoint des Redskins de Washington Jim Speros.

## Saison 1994
Sachant que le football canadien est sensiblement différent du football américain, Jim Speros prend soin d'engager du personnel avec une bonne expérience de la LCF. Ainsi il recrute Jim Popp comme directeur-général et Don Matthews comme entraîneur-chef, les deux en provenance des Roughriders de la Saskatchewan. Ceux-ci acquièrent des joueurs familiers avec le jeu canadien, en particulier le quart-arrière Tracy Ham (en) et le demi offensif Mike Pringle.
Le club avait choisi comme nom les Baltimore CFL Colts, mais la NFL a obtenu juste avant le premier match de l'équipe une injonction leur interdisant d'utiliser le nom « Colts ». Speros changea en vitesse le nom officiel du club pour Baltimore Football Club, mais l'équipe était aussi appelée les Baltimore CFL's.
L'équipe, qui joue dans la division Est, termine au deuxième rang avec une fiche de 12 victoires et 6 défaites. En demi-finale de l'Est, Baltimore bat les Argonauts de Toronto 34-15, et en finale de l'Est ils disposent des Blue Bombers de Winnipeg 14-12, devenant ainsi la première équipe américaine à accéder au match de la coupe Grey. Lors de la grande finale au BC Place Stadium de Vancouver, ils sont défaits par les Lions de la Colombie-Britannique 26 à 23.

## Saison 1995
Pour la saison 1995, l'équipe de Baltimore est placée dans la nouvelle division Sud avec les quatre autres équipes américaines, les Texans de San Antonio, les Pirates de Shreveport, les Mad Dogs de Memphis et les Barracudas de Birmingham. Les huit équipes canadiennes jouent pour leur part dans la division Nord. Après la première semaine de la saison, le nouveau nom de l'équipe, choisi par un concours populaire, est dévoilé : les Stallions.
L'effectif est à peu près inchangé depuis la saison précédente. Outre Ham et Pringle, les joueurs vedettes sont le receveur de passes Chris Armstrong et l'ailier défensif Elfrid Payton (en). La saison est encore meilleure que la précédente avec 15 victoires contre seulement trois défaites. Les Stallions terminent au premier rang de la division Sud.
En séries éliminatoires, les Stallions battent les Blue Bombers de Winnipeg en demi-finale de la division Sud par le pointage de 36 à 21. Puis, ils battent en finale Sud les Texans de San Antonio, et se qualifient ainsi pour la finale de la coupe Grey pour une seconde saison consécutive.
Le match de la coupe Grey, joué au Taylor Field de Regina, se termine par la victoire 37-20 des Stallions. Ceux-ci deviennent alors la première et jusqu'à maintenant la seule équipe américaine à remporter le championnat du football canadien.

## Déménagement à Montréal
Après seulement deux saisons les Stallions déménagent à Montréal où l'équipe est actuellement connue sous le nom des Alouettes de Montréal.